# Kasteel van la Napoule

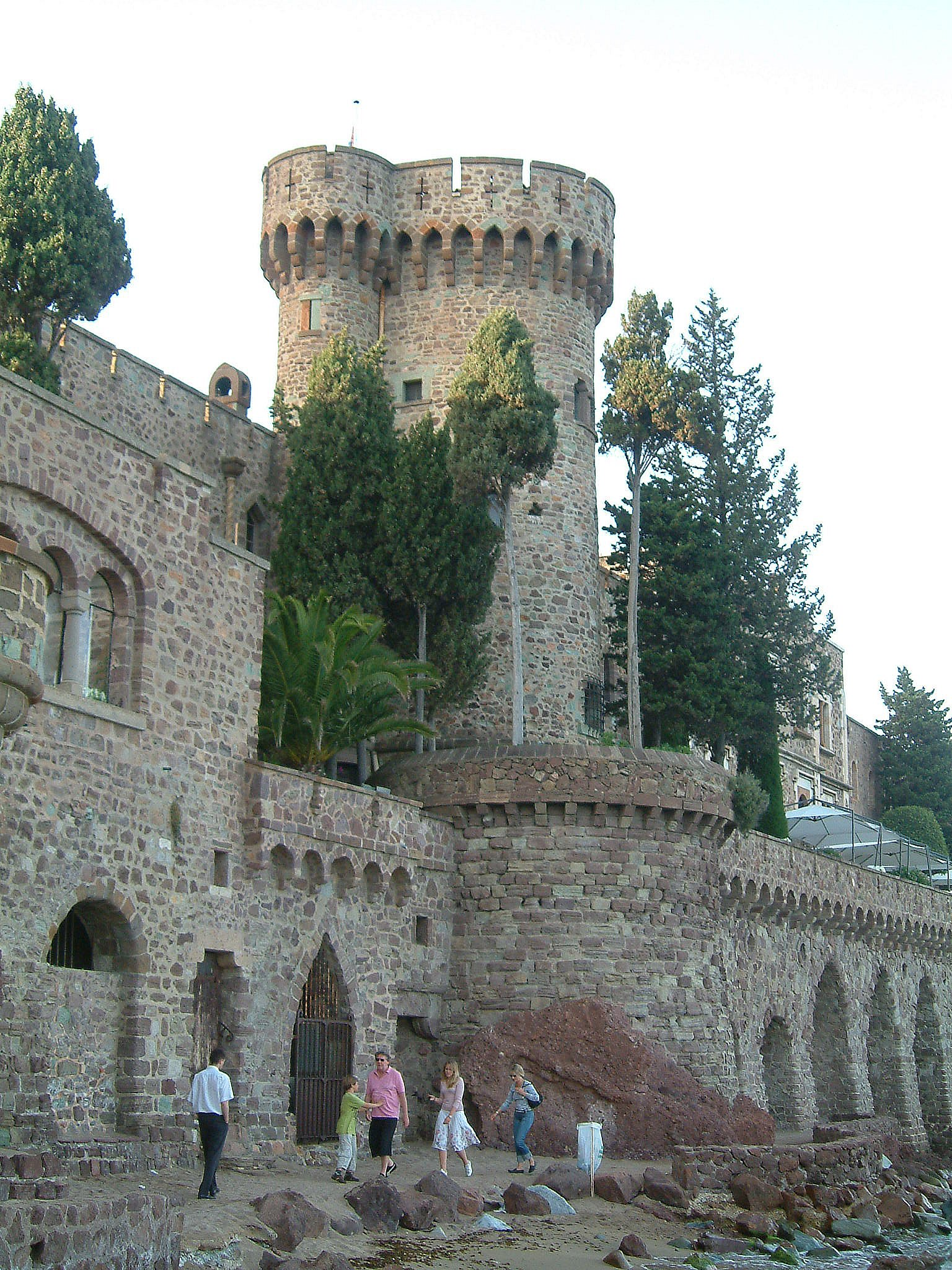
Kasteel van la Napoule

Het Kasteel van la Napoule (Frans: Château de la Napoule) ligt in Mandelieu-la-Napoule, even ten westen van Cannes in Zuid-Frankrijk,  aan zee. Het is thans in gebruik voor exposities.

## Historie
Van oorsprong is het kasteel waarschijnlijk onderdeel van de verdedigingslinie tegen de moren. Sporen zijn na te gaan tot de 14e eeuw. In de tijd van Napoleon Bonaparte is het kasteel vervallen tot een ruïne. Eind 1800 was het herbouwd tot een provençaalse villa met pannendak. In 1918 werd het geheel gekocht door het echtpaar Henry en Marie Clews en rond 1920 in middeleeuwse staat gerestaureerd.
Henry Clews was zoon van een rijke bankier. Hij was beeldhouwer. Hij stond bekend als bizar humorist, wat is terug te vinden in verschillende van zijn beelden en wat ook op zijn grafsteen is vermeld. Marie Clews was architecte. Zij heeft het de kasteeltuin ingericht naar de Franse André le Nôtre-stijl met veel buxus, spiegelvijvers en cipressen en het kasteel in originele vorm teruggebracht. Voor beiden was het het tweede huwelijk. Ieder van hen ligt begraven in een crypte onder de toren.

## Bouwstijl kasteel
De bouwstijl van het kasteel, dat rond 1920 werd gerestaureerd, is sterk beïnvloed door de art nouveau met allerlei links naar andere culturen. Tal van ornamenten en fabelachtige monsters zijn van de hand van Henry Clews zelf.

## Bezichtiging
Het kasteel en de tuin zijn elke dag van het jaar open voor bezichtiging. Een rondleiding binnen het kasteel is mogelijk. Het atelier van Henry Clews is eveneens te bezichtigen. Het staat vol met zijn beelden. Hij liet zich sterk beïnvloeden door bekende beeldhouwers als Rodin.
In enkele delen van het kasteel worden wisseltentoonstellingen gehouden van contemporaine kunstenaars.

## Salon de thé
Bij het kasteel is een salon de thé met terras, waar tevens gebak kan worden genuttigd. Ook is er gelegenheid voor het organiseren van seminars en feesten.